# ビクトル・コレリシヴィリ
ビクトル・コレリシヴィリ（グルジア語: ვიქტორ კოლელიშვილი、Viktor Kolelishvili、1989年10月9日 - ）は、ジョージアのラグビーユニオン選手。

## プロフィール
- ジョージア・トビリシ出身[1]。
- ポジションはフランカー(FL)、ナンバーエイト(No.8)。
- 身長 192cm、体重 105kg
- ジョージア代表キャップは50（2025年4月現在）でワールドカップ2011・2015のジョージア代表に選ばれた[2]。

## 略歴
レロ・サラセンズを経て、2011年、ASMクレルモン・オーヴェルニュに加入。